# Юффа, Даниил Александрович
Даниил Александрович Юффа (род. 25 февраля 1997, Тюмень) — испанский, ранее российский шахматист, гроссмейстер (2016). Мастер спорта России.

## Биография
Первые уроки шахматной игры получил от деда — участника Великой Отечественной войны, инженера-архитектора Якова Фроимовича Юффы (1923—2013). Отец — доктор химических наук, профессор Александр Яковлевич Юффа (род. 1951). Мать — Елена Петровна Юффа (род. 1965 г.), стоматолог.
Окончил финансово-экономический факультет Тюменского университета.
Занимался у Е. Прокопчука, С. Искусных, Д. Кряквина, В. Поткина и др.
Трёхкратный чемпион России по быстрым шахматам в своей возрастной группе.
Участник Кубка мира (2019 — дошёл до третьего круга).
Участник шахматной олимпиады (2010 — за пятую сборную России).
По состоянию на май 2019 года учился в магистратуре Финансово-экономического института Тюменского государственного университета.
Участник передачи «Удивительные люди» на телеканале «Россия-1».

## Таблица результатов
| Год  | Город          | Турнир                                                                                                   | +         | −         | =         | Результат                     | Место     |
| ---- | -------------- | --- | --------- | --------- | --------- | ----------------------------- | --------- |
| 2010 | Ханты-Мансийск | 39-я олимпиада (5-я команда)                                                                             | 2         | 4         | 4         | 4 из 10                       | 70 (ком.) |
| 2015 | Доха           | Qatar Masters Open                                                                                       | 3         | 3         | 3         | 4½ из 9                       | [ 6 ]     |
| 2016 | Пардубице      | Czech Open Pardubice Open — turnaj A                                                                     | 5         | 1         | 3         | 6½ из 9                       | [ 7 ]     |
|      | Рига           | Riga Technical University Open                                                                           | 5         | 1         | 3         | 6½ из 9                       | [ 8 ]     |
| 2018 | Батуми         | Чемпионат Европы                                                                                         | 5         | 1         | 5         | 7½ из 11                      | 9—32      |
| 2019 | Сочи           | Командный чемпионат России                                                                               | 2         | 3         | 3         | 3½ из 8                       | 5 (ком.)  |
|      | Ханты-Мансийск | Кубок мира 1-й круг против Давида Навары 2-й круг против Люка Макшейна 3-й круг против Теймура Раджабова | 1 0 (4) 0 | 0 0 (2) 1 | 1 2 (0) 1 | 1½ из 2 1 (4) из 2 (6) ½ из 2 |           |

## Изменения рейтинга
| Графики недоступны из-за технических проблем. См. информацию на Фабрикаторе и на mediawiki.org. |